# Dálnice 57 (Izrael)
Dálnice 57, přesněji spíš Silnice 57 (hebrejsky: 57 כביש, Kviš 57) je silniční spojení jen částečně dálničního typu (jen v západním úseku s vícečetnými jízdními pruhy ale převážně s úrovňovými křižovatkami) v Izraeli a na Západním břehu Jordánu.

## Trasa silnice

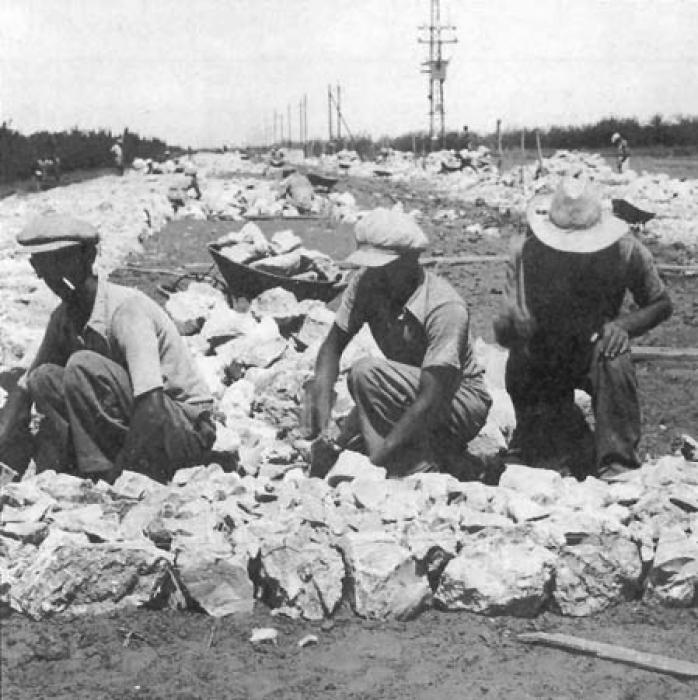
Budování silnice z Netanje do Tulkarmu ve 30. letech 20. století

Sestává ze dvou územně nesouvisejících úseků. Západní úsek o délce 15 kilometrů vede z města Netanja k východu hustě osídlenou pobřežní nížinou, kde míjí město Kfar Jona a četné zemědělské vesnice. U obce Nicanej Oz se kříží se severojižní dálnicí číslo 6. Pak končí na Zelené linii na okraji Západního břehu Jordánu u palestinského města Tulkarm. Zde je území Izraele od Tulkarmu fyzicky odděleno pomocí bezpečnostní bariéry. Nachází se zde ale vojensky střežené kontrolní stanoviště, které vede do průmyslové zóny Nicanej Šalom založené v roce 1995 jako izraelsko-palestinský rozvojový projekt.
Východní úsek silnice leží v Jordánském údolí na východním okraji Západního břehu Jordánu. Spojuje zde několik izraelských zemědělských osad a palestinské vesnice. Kříží se se severojižní dálnicí číslo 90 a pak směřuje k řece Jordán, kde končí u historického přechodu do Jordánska u mostu Adam (Džisr Damija).
Silnice původně tvořila souvislý dopravní tah, který fungoval jako spojení mezi pobřežní nížinou a údolím řeky Jordán již přinejmenším od doby mandátní Palestiny. Po vzniku Palestinské autonomie v 90. letech 20. století ale střední úsek silnice přešel z větší části pod palestinskou kontrolu a není nadále označován číslem 57. Slouží převážně pro palestinské dopravní potřeby, byť i zde se nacházejí izraelské osady (například Šavej Šomron nebo Ejnav), pro jejichž obyvatele zde v 90. letech 20. století vyrostla separátní silnice 557.